# Nealcidion melasmum
Nealcidion melasmum är en skalbaggsart som beskrevs av Monné och Delfino 1986. Nealcidion melasmum ingår i släktet Nealcidion och familjen långhorningar.
Artens utbredningsområde är Venezuela. Inga underarter finns listade i Catalogue of Life.